# Just a Moment (album)
A just A moment a Ling tosite sigure japán rockegyüttes harmadik stúdióalbuma, nagykiadós bemutatkozó lemeze, amely 2009. május 13-án jelent meg a Sony Music Associated Records kiadó gondozásában.
Az album a harminckilencedik helyen nyitott a japán Oricon eladási listáján. A listán huszonkilenc töltött el és összesen 43 944 példányt adtak el belőle.

## Számlista
Az összes dal szerzője TK. 
| 1.    | Hakaijo no jume (ハカイヨノユメ) | 4:37 |
| 2.    | Hysteric phase show              | 3:35 |
| 3.    | Tremolo+A                        | 3:56 |
| 4.    | JPOP Xfile                       | 4:01 |
| 5.    | a 7days wonder                   | 4:40 |
| 6.    | a over die                       | 3:53 |
| 7.    | Telecastic fake show             | 4:28 |
| 8.    | seacret cm                       | 4:06 |
| 9.    | moment A rhythm (short version)  | 7:17 |
| 10.   | mib126                           | 5:22 |
| 45:48 |                                  |      |